# Вітове
Ві́тове — село у Черкаському районі Черкаської області, входить до Чигиринської міської громади.
Населення села становить 820 осіб (2023).

## Історія
Село Вітове водночас вважається і старим, і новим. Перші згадки про нього сягають ще у першій половині 17 століття, як про хутір. У 1703 році, шукаючи порятунку від свавіль польської влади, сюди пересилилися селяни із села Свинарка, що вже утворили село. В урочищі жила сім'я війта, тому й село назвали «Війтове», «Вітове». У наступні роки до села приєднувалися інші переселенці — втікачі із сіл Медведівки, Головківки та Мельників.
В 1741 році в селі було 60 дворів, а в 1808 разом з Гущівкою — 55, у яких проживало 435 мешканців. В 1764 році в селі була побудована Воздвиженська дерев'яна церква, якій належало 37 десятин землі. Попередня їй церква була збудована у 1729 році.
В 1900 році 24 сім'ї (Білоус, Булаєнко, Капшитарь, Козубенко, Ком'яний, Кравець, Куличенко, Лещенко, Орленко, Тороп, Чорниш, Шведенко)]] з Вітова переселилися в Донську область і стали одними із засновників хутора Новочигириновский.
Нове село Вітове утворилося із двох старих — Вітове та Гущівка у 1959 році, коли виникло Кременчуцьке водосховище.
Клірові відомості, метричні книги, сповідні розписи церкви Воздвиження Чесного Хреста Господнього с. Війтове Крилівської сот. Миргородського п., з 1782 р. Чигиринського староства Київського воєв., з 1797 р. Рацівської волості Чигиринського пов. Київської губ. зберігаються в ЦДІАК України. http://cdiak.archives.gov.ua/baza_geog_pok/church/viyt_008.xml [Архівовано 7 серпня 2019 у Wayback Machine.]

## Місто-привид Орбіта

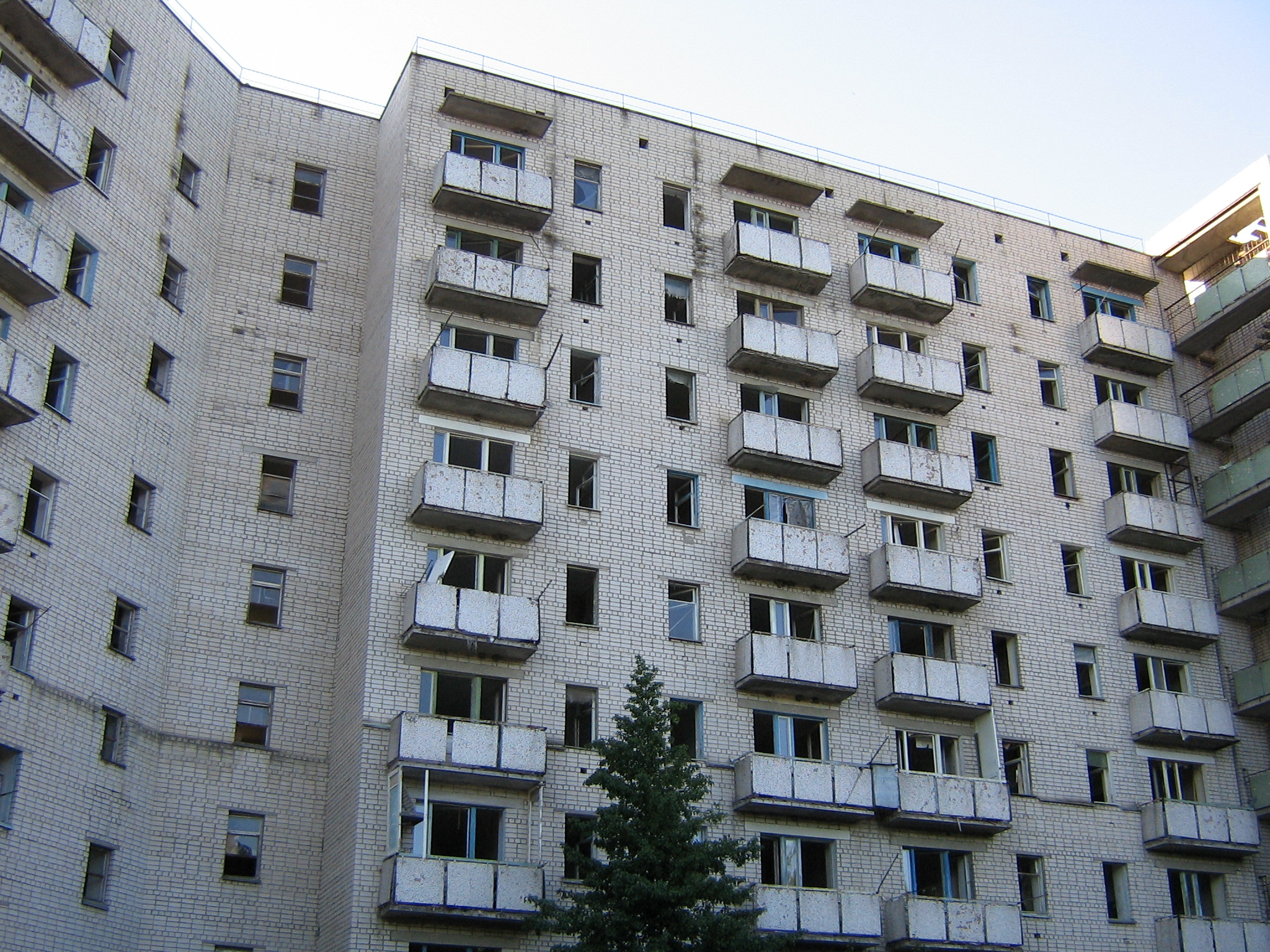
Покинутий будинок в селищі Орбіта. 2006 рік

Біля села знаходиться місто-привид Орбіта, яке було селищем будівельників Чигиринської АЕС. Але після вибуху на Чорнобильській АЕС, будівництво зупинили. Людей, яких заселили сюди — покинули напризволяще. Раніше у місті йшло активне будівництво, працював величезний універмаг, клуб, магазини, багато невеличких підприємств.
Зараз місто — мертве. Підприємства, магазини та покинуті будинки розкрадають. Виносять все — метал, будівельні матеріали, рештки меблів. Більшість молоді виїхали, а ті, хто лишився, не мають роботи. Їздять на сезонні заробітки.
Після початку війни, в Орбіту приїхало багато переселенців з Донбасу.
Зараз Орбіта адміністративно підпорядковується с. Вітове у якості вулиці Орбіта.

## Сучасність
На території села діє загальноосвітня школа І-ІІІ ступенів, дитячий садок, фельдшерсько-акушерський пункт, поштове відділення, філія Ощадного банку України. Працюють 3 магазини приватних підприємців та кіоск.